# Карл II (Хесен-Филипстал)
Вижте пояснителната страница за други личности с името Карл II.
Карл II фон Хесен-Филипстал (на немски: Karl II von Hessen-Philippsthal; * 22 май 1803, Филипстал; † 12 февруари 1868, Филипстал) от Дом Хесен, е ландграф на Хесен-Филипстал от 1849 до 1866 (1868) г., от 1866 г. само титулярен ландграф.

## Биография
Той е четвъртият син на ландграф Ернст Константин фон Хесен-Филипстал (1771 – 1849) и първата му съпруга принцеса Христиана Луиза фон Шварцбург-Рудолщат (1775 – 1808), дъщеря на княз Фридрих Карл фон Шварцбург-Рудолщат (1736 – 1793) и първата му съпруга принцеса Фридерика София фон Шварцбург-Рудолщат (1745 – 1778).
След смъртта на баща му през 1849 г. Карл става ландграф на Хесен-Филипстал, след като по-големият му брат Фердинанд е умрял още през 1839 г. Карл служи във войската като курфюрстки хесенски генерал-майор à la suite. През 1866 г. Прусия анексира Курфюрство Хесен с Хесен-Филипстал.

## Фамилия
Карл II се жени на 9 октомври 1845 г. в Карлсруе (Покой), Силезия, за херцогиня Мария Александрина Авугуста Луиза Евгения Матилда фон Вюртемберг (* 25 март 1818, Карлсруе, Силезия; † 10 април 1888, дворец Филипстал), дъщеря на имперско-руския генерал Евгений фон Вюртемберг (1788 – 1857) и първата му съпруга принцеса Матилда фон Валдек-Пирмонт (1801 – 1825), дъщеря на княз Георг I фон Валдек-Пирмонт (1747 – 1813) и принцеса Августа фон Шварцбург-Зондерсхаузен (1768 – 1849). Те имат двама сина:
- Ернст Евгений Карл Августус Бернард Паул (1846 – 1925), последният ландграф на Хесен-Филипстал
- Карл (1853 – 1916), принц на Хесен-Филипстал